# Ли Гён Хван
Ли Гён Хван (кор. 이경환; 21 марта 1988 — 14 апреля 2012) — южнокорейский футболист, карьера которого длилась с 2009 по 2011 годы. Ли Гён Хван выступал в качестве полузащитника в южнокорейских клубах «Тэджон Ситизен» (2009—2010) и «Сувон Самсунг Блюуингз» (2011). За всю карьеру отыграл 33 матча и забил один гол.
Стал известен тем, что в августе 2011 года в ходе расследования договорных матчей в корейском футболе игрок признался, что участвовал в подобных играх, за что был пожизненно дисквалифицирован и получил три года тюремного заключения условно. Всего же по делу о договорных матчах проходило 57 человек, среди которых 46 бывших и действующих игроков.
14 апреля 2012 года 24-летний Ли Гён Хван покончил жизнь самоубийством, выбросившись с крыши высотного здания в своем родном городе Инчхон. Он скончался от полученных травм, когда его везли в больницу.